# Hit Parade (comédie musicale)
Cet article concerne une comédie musicale. Pour le classement des meilleures ventes de disques, voir Hit-parade.
Hit Parade est une comédie musicale de 2017 mise en scène par Grégory Antoine, d'après les chansons de Claude François, Dalida, Mike Brant et Sacha Distel. Cette comédie musicale juke-box présente des hologrammes sur scène.

## Historique
Le producteur David Michel désire créer une comédie musicale autour des chanteurs Claude François, Dalida, Mike Brant et Sacha Distel grâce à la technique des hologrammes. Le studio Mac Guff est responsable de la réalisation technique. La capture de mouvement permet de filmer des acteurs aux morphologies proches des chanteurs décédés. Les visages de ces derniers remplacent ensuite ceux des quatre acteurs. Les voix des interprètes d'origine sont reconstituées par phonème numériquement. Après avoir reçu l'accord des ayants droit, il retient comme metteur en scène Grégory Antoine qui apprend lors d'une interview de Claude François que ce dernier désirait mettre un terme à sa carrière et s'orienter dans l'animation et la production de spectacles télévisés. La comédie musicale met en scène la réalisation d'un spectacle télévisé fictif. Le public est plongé en l'année 1974 et voit s'enchaîner quatorze titres populaires interprétés par les hologrammes de Claude François, Dalida, Mike Brant et Sacha Distel.
Précédent la première parisienne, un coffret quatre CD Best of Hit Parade est édité par MCA le 4 novembre 2016. Après les représentations à Paris, une tournée est ensuite prévue dans plusieurs Zénith en France, ainsi qu'en Suisse, en Belgique et au Luxembourg. 

## Fiche technique
- Livret et mise en scène : Grégory Antoine
- Livret : Bruno Gaccio
- Chorégraphie : Cécile Chaduteau
- Direction musicale : Gérard Daguerre
- Réalisation technique (effets visuels numérique)  : Studio Mac Guff (Paris)
- Technologie holographique : JPB Audiovisuel[réf. nécessaire]
- Lumière : Dimitri Vassiliu
- Production : David Michel

## Distribution
- Tonya Kinzinger
- Mickael Leduc
- Franck Vincent
- Nicolas Vogel
- Christelle Frege
- Theo Salemkour
- Christopher Lopez